# Fort Saint Jago
Fort Saint Jago, aussi nommé Fort Coenraadsburg, Conraadsburg ou Fort São Tiago da Mina, est un ancien fort néerlandais, construit en 1652, sur une colline où se trouvait jadis une ancienne chapelle portugaise dédiée à Saint Jacques. Il se situe face au château d'Elmina afin de le protéger d'attaques. En raison de son importance historique et de son témoignage sur la traite des esclaves dans l'Atlantique, Fort Conraadsburg est inscrit sur la liste du patrimoine mondial de l'UNESCO en 1979 avec plusieurs autres fort au Ghana.

## Histoire

### Fort néerlandais construit en 1660
Fort Conraadsburg est construit par les Néerlandais dans les années 1660. Il est édifié à l'emplacement d'une chapelle que les Portugais avaient édifiée. Celle-ci a été intégralement incendiée par les Néerlandais lors de la bataille d'Elmina en 1637, afin d'y positionner des canons pour bombarder les Portugais du château d'Elmina. Pour empêcher d'autres de faire la même tactique contre eux, ils y construisent un terrassement fortifié l'année suivante.

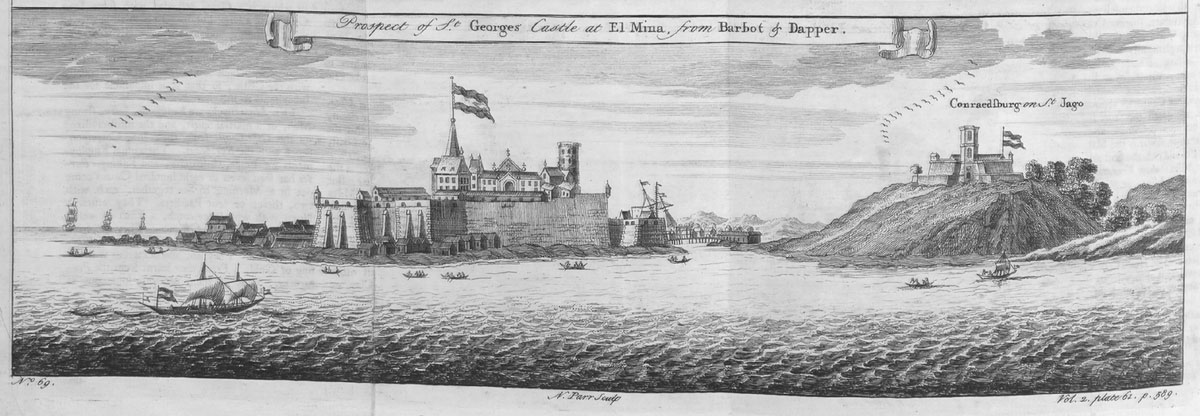
Vue d'Elmina au XVIIe siècle. Sur la gauche, le Fort Saint-Georges-de-la-Mine, sur la droite, le Fort San Jago.

Dans les années 1660, le directeur général du château d'Elmina, J. Valckenburgh, remplace la fortification en terre par un fort permanent composé de grès local et le nomme Coenraadsburg. Le fort est construit principalement à des fins militaires, il n'y a aucun entrepôts commerciaux, contrairement aux autres comptoirs de la côte de l'or néerlandaise. Une importante garnison garde le fort, si bien qu'il sert de prison pour les condamnés européens, et aussi comme institution disciplinaire pour les officiers qui désobéissent à leurs lois.

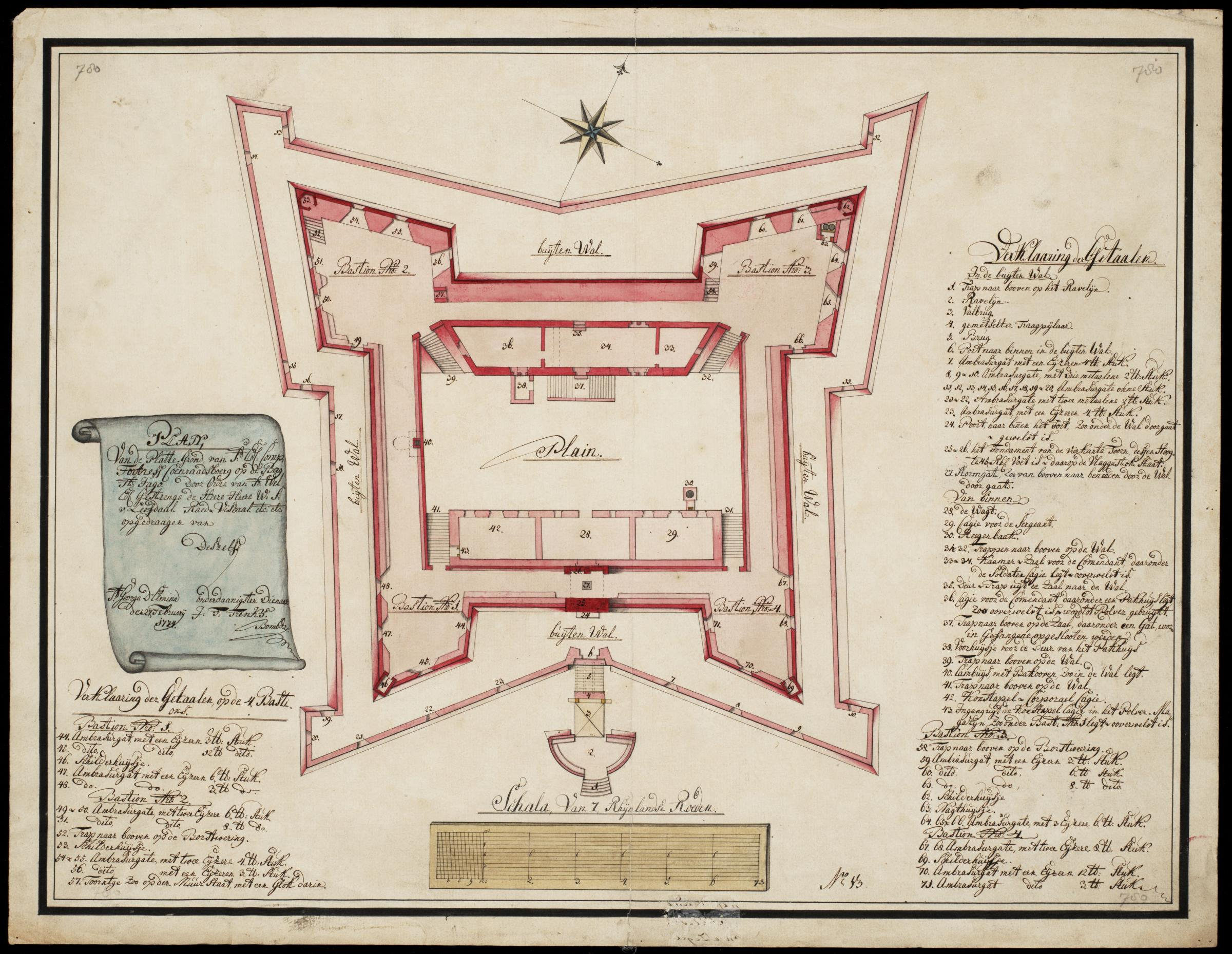
Plan du fort en 1774.
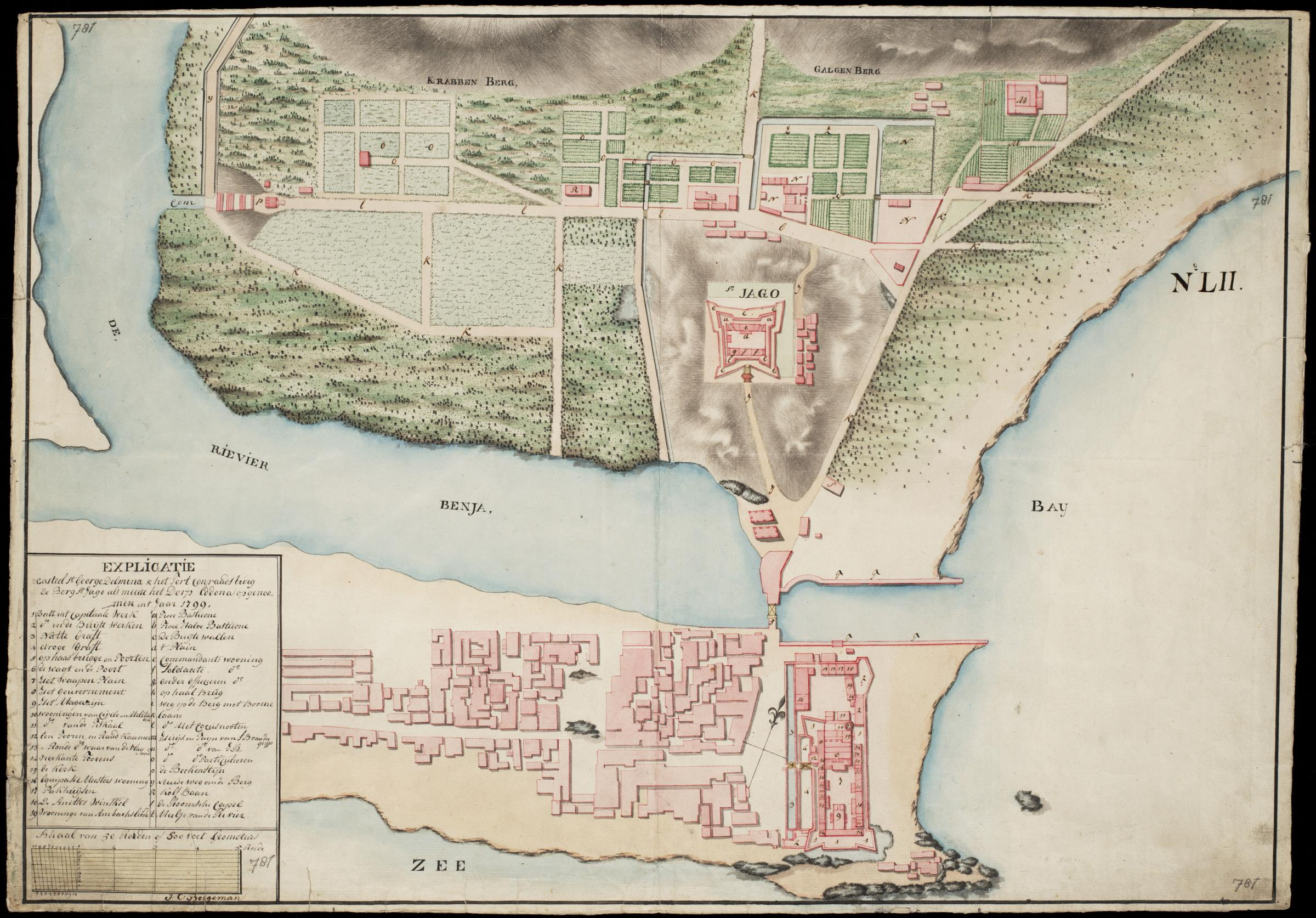
Plan d'Elmina en 1799, avec en haut Fort Coenraadsburg, et en bas le château Saint-Georges.

### Vente aux Britanniques en 1872

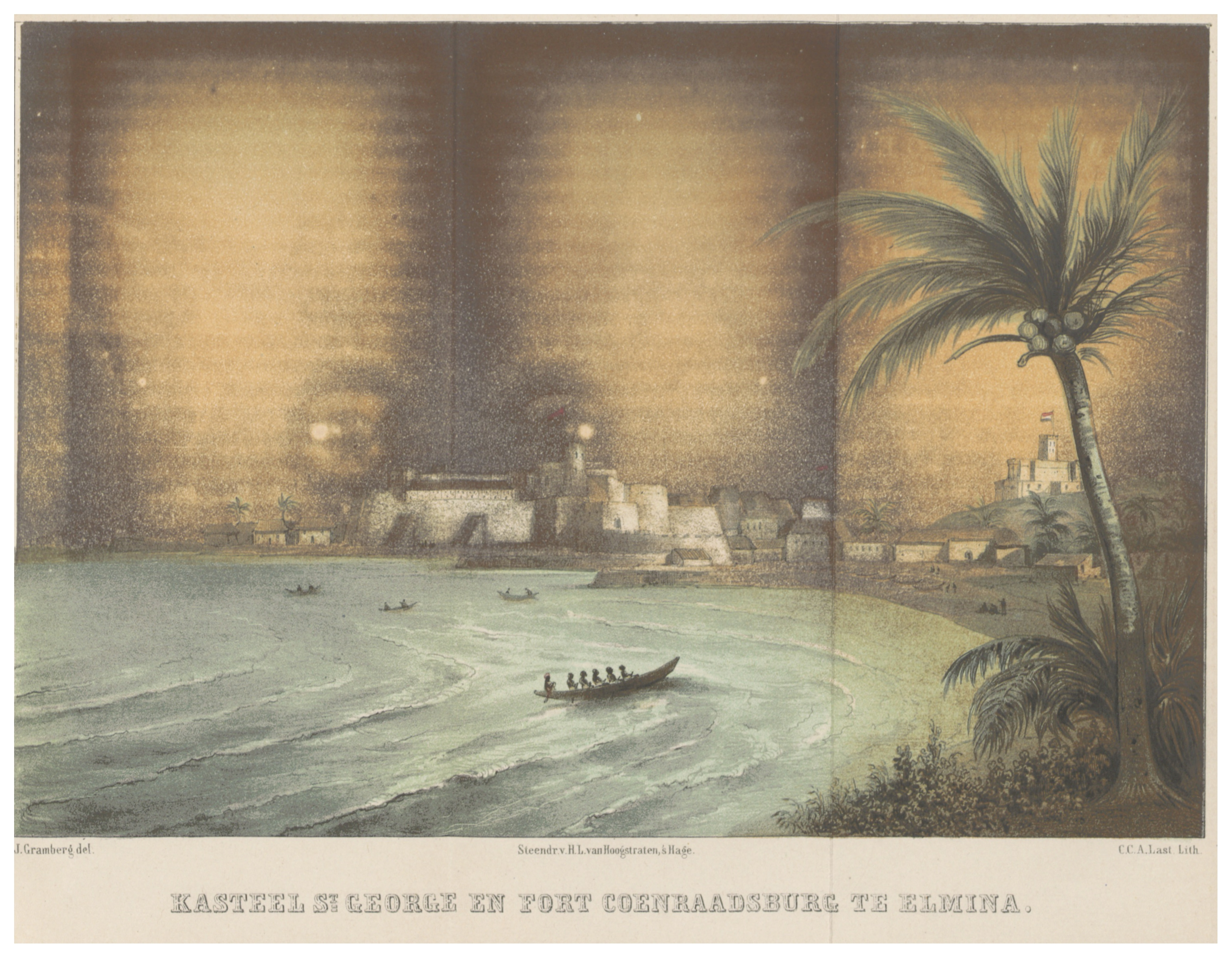
Les forts Saint-Georges (à gauche) et Coenraadsburg (à droite) en 1861.

Les Néerlandais cèdent le fort à la Grande-Bretagne en 1872, avec toute la Côte-de-l'Or qu'ils contrôlaient. Celui-ci est modifié pour un usage civil. Il est utilisé successivement comme prison, hôpital, et maison de repos.

### Depuis l'indépendance du Ghana en 1957
En 1979, il est inscrit sur la liste du patrimoine mondial avec 27 autres forts et châteaux du Ghana.
Le fort, actuellement en bon état, est utilisé comme auberge et restaurant.

## Galerie

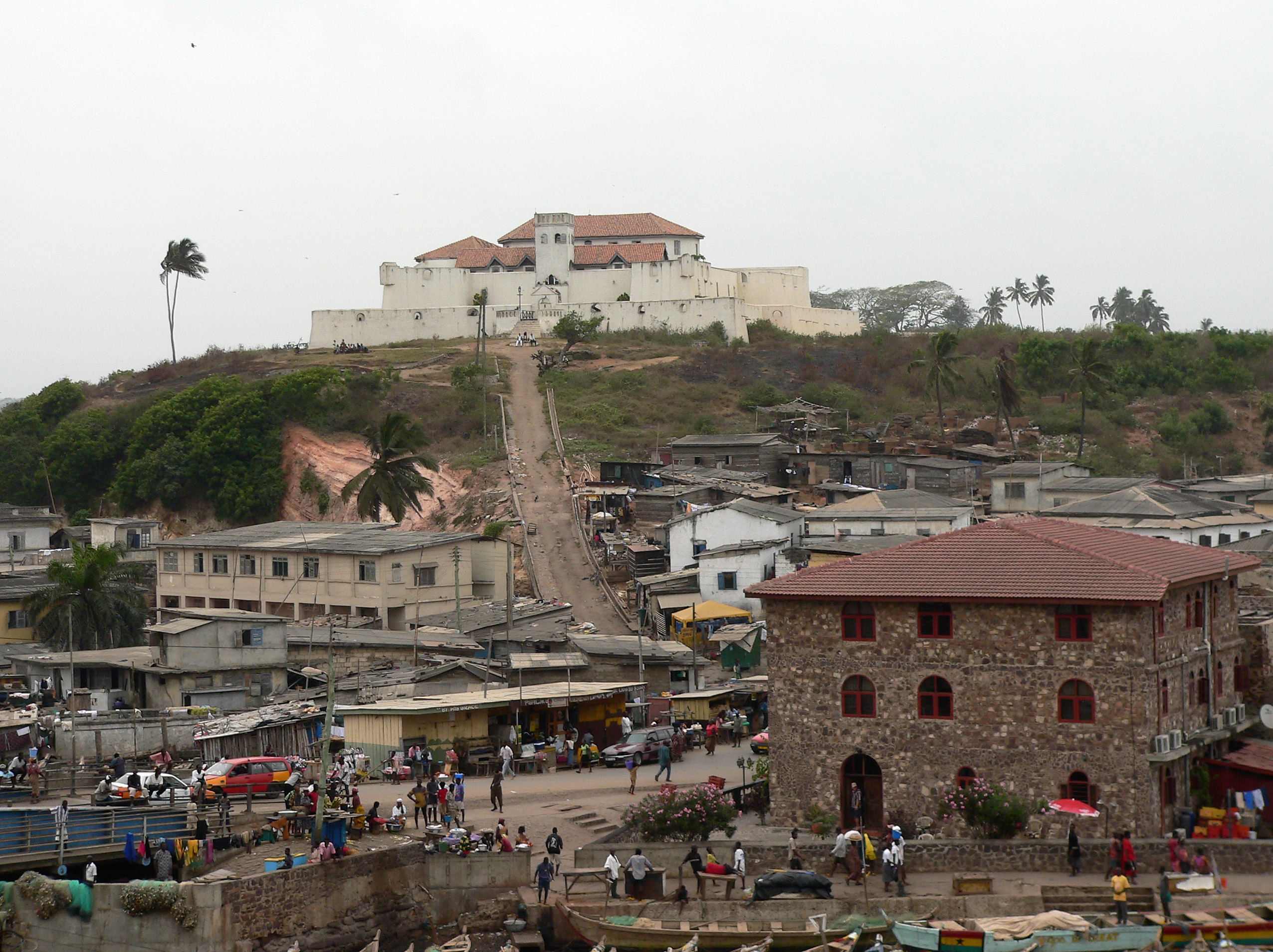
Fort Saint Jago, vu depuis Elmina et le Fort Saint-Georges.
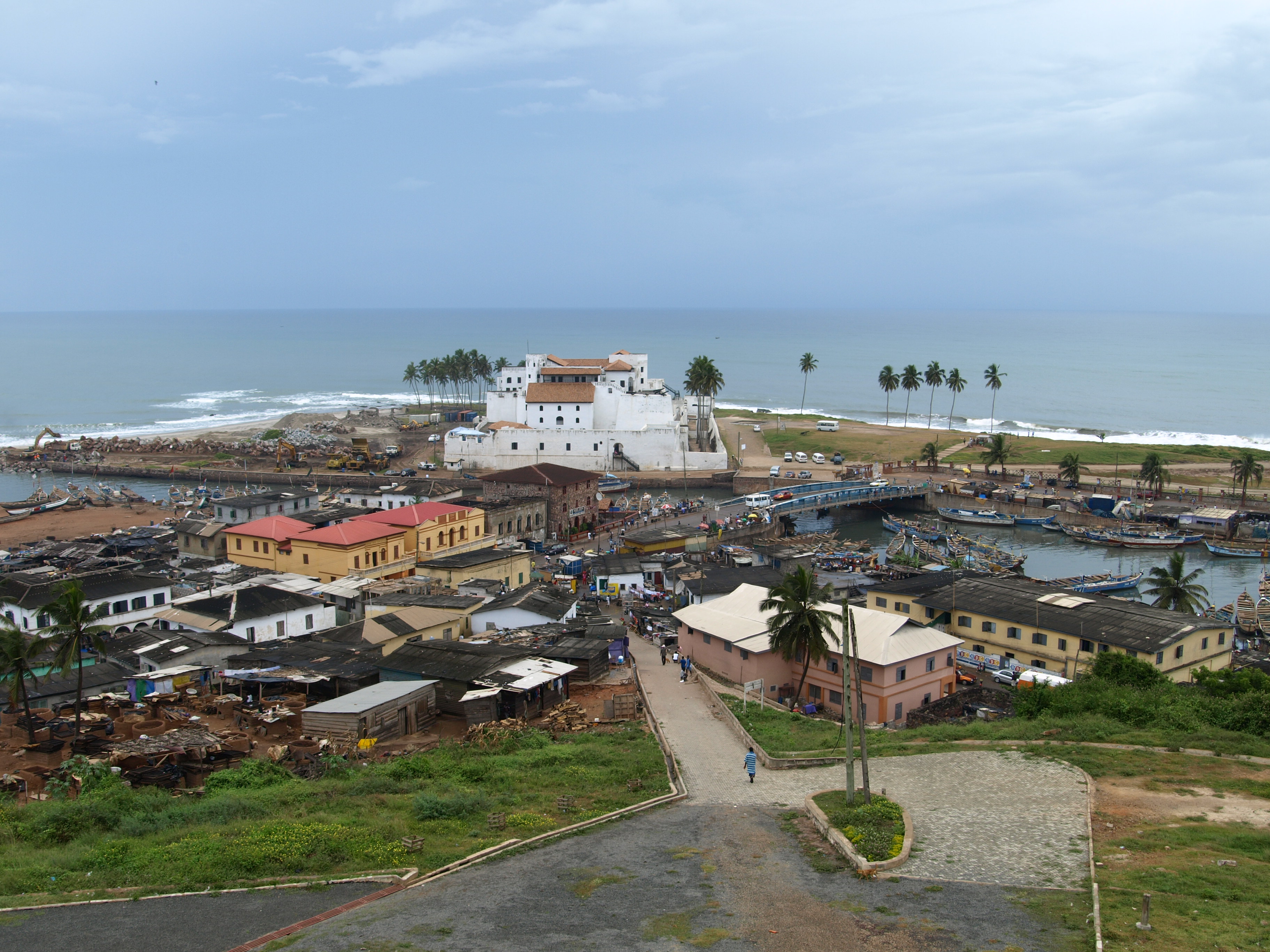
Elmina et le Fort Saint-Georges, vu depuis le Fort Saint Jago.
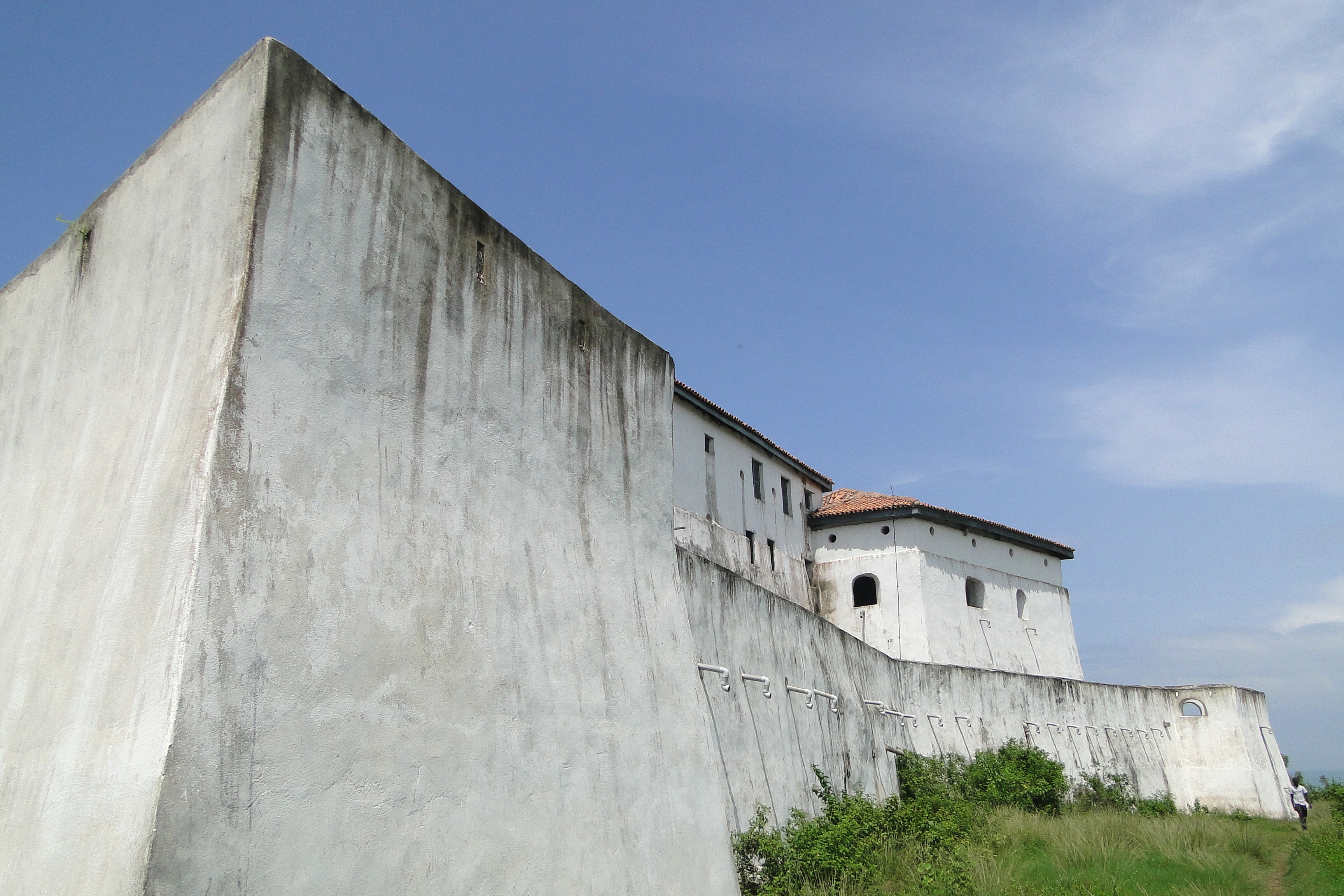
Vue des fortifications en contrebas.